# Untertauern
Untertauern è un comune austriaco di 461 abitanti nel distretto di Sankt Johann im Pongau, nel Salisburghese. Ospita parte del comprensorio sciistico di Obertauern.